# Geo-Tag
Ein Geo-Tag ist ein Meta-Element, das über die geographische Position zahlreicher Medien, wie Fotos, Videos oder Webseiten informiert. Dabei werden üblicherweise Längen- und Breitengrad gespeichert oder zusätzliche Informationen wie Land, Höhe oder Ortsnamen sind häufig enthalten. Geo-Tags sind bei Fotos (Geotagging), bei Weblogs und anderen personenbezogenen Seiten beliebt.

## Aufbau von Geo-Tags
Der Aufbau von Geo-Tags nach XHTML würde sich für die Website der Stadt Graz beispielsweise aus den folgenden Zeilen zusammensetzen.
<meta name="geo.region" content="AT-6" />
Der Meta-Tag geo.region enthält den Ländercode nach ISO 3166-1 (zum Beispiel AT für Österreich oder DE für Deutschland) sowie das Bundesland nach ISO 3166-2 (zum Beispiel AT-6 für die Steiermark oder DE-BY für Bayern).
<meta name="geo.placename" content="Graz" />
Der Meta-Tag geo.placename enthält den Namen des Ortes oder der Stadt.
<meta name="geo.position" content="47.0667;15.4500" />
Der Meta-Tag geo.position enthält Informationen über die Längen- und Breitengrade. Je nach Genauigkeit dieser Angaben kann man sogar exakte Positionen innerhalb einer Straße angeben. Koordinaten mit zwei Kommastellen sind auf rund 1 km, vier Kommastellen auf rund 10 m genau.
<meta name="ICBM" content="47.0667, 15.4500" />
Einige Dienste suchen nach dem sogenannten ICBM-Tag. Deshalb ist es sinnvoll bzw. schadet nicht dieses mit aufzunehmen. Die Abkürzung ICBM steht für intercontinental ballistic missile – eine alte, schwarz-humorige Anspielung auf den möglichen Verwendungszweck solcher Koordinaten.

## Bedeutung bei Suchanfragen
Bei ortsunabhängigen Suchabfragen ist die Bedeutung der Geo-Tags kaum gegeben. Hingegen sind bei den ortsbezogenen Suchabfragen (zum Beispiel „Pizzeria Berlin“) die Vorteile dieser Tags nicht von der Hand zu weisen, insbesondere wenn man berücksichtigt, dass Suchanfragen häufig ortsbezogen sind. Allerdings werden Geo-Tags von großen Suchmaschinen wie Google offiziellen Darstellungen zufolge nicht ausgewertet. Stattdessen wird beispielsweise auf die im Klartext der Website genannte Anschrift, Branchenverzeichnisse und ähnliche Informationen zurückgegriffen.
Seit 2009 wurde die Genauigkeit der Suchanbieter wie Google Suche, Yahoo und Microsoft Bing verbessert, so dass ohne Ortsnamen geo-bezogene Resultate zur Ortszugehörigkeit des Suchenden geliefert werden. Umgesetzt ist dies bei Google-News-Resultaten. Die geografische Zuordnung ist der derzeit vollzogene Schritt in der Weiterentwicklung der Suchergebnisse. Dies gilt für Websites, Bilder, Multimedia Inhalte sowie andere Dokumente.
Eine Reihe von Smartphone-Apps für Erweiterte Realität oder ähnliches benötigen die Geo-Tag-Informationen und greifen deshalb auf Dienste zurück, die Geo-Tag-Informationen auswerten.

## Cloud Computing
Im Cloud Computing wird ein Geo-Tag in einem Trusted Platform Module (TPM) hinterlegt. Hierdurch kann ein Server einer geographischen Region zugeordnet werden.
Dies ist daher nötig, da Netzwerkverbindungen eine hohe Latenzzeit aufweisen können. Die auf dem Server ausgeführten Arbeitsaufträge sollten daher möglichst nahe an den zu verarbeiteten Daten sein. Zudem müssen Dienste möglichst nahe an den Clienten ausgeführt werden. Auch können die zu verarbeiteten Daten gesetzlichen oder wirtschaftlichen Rahmenbedingungen unterliegen, wodurch die Übermittlung und Verarbeitung dieser Daten geographisch eingeschränkt wird.
Ein weiterer Grund kann die zeitlich korrekte Abarbeitung von Arbeitsaufträgen sein. Um die korrekte Zeit bestimmen zu können, muss die Position des Servers genau bekannt sein. Hierfür werden in Rechenzentren GPS-Empfänger eingesetzt, welche die Zeit mit einer Atomuhr synchronisieren.